# Maider Oleaga
Maider Oleaga Casado (Bilbao, 1976) es una guionista y directora de cine.

## Biografía
Maider Oleaga nació en Bilbao en 1976. Se licenció en Comunicación Audiovisual en la Universidad de Navarra y se diplomó en dirección cinematográfica en la ECAM, la Escuela de Cinematografía y del Audiovisual de la Comunidad de Madrid. En 2015 realizó el Máster en Estudios Feministas y de Género de la Universidad del País Vasco (UPV/EHU). 
Oleaga se ha dedicado a la dirección, guion y realización de documentales y cortometrajes de ficción tanto en España como en México, país en el que residió siete años. También ha trabajado en el equipo de dirección de largometrajes como La pelota vasca. La piel contra la piedra, Entre dos mundos. La historia de Gonzalo Guerrero, The Fifth Patient, o Apokalipto.
Amaren Ideia (La idea de mi mamá), fue su primer largometraje documental, un retrato de tres emigrantes de la Guerra Civil Española que regresan a casa después de 71 años. 
En 2017 ganó la sección DOC España, de la SEMINCI, Semana internacional de cine de Valladolid, con su largometraje documental Verabredung, que une la vida del primer Lehendakari vasco, Jose Antonio Aguirre, con cuatro personas migradas a Berlín en el año 2016.
En 2018 estrenó en el Festival de Cine de Gijón su tercer largometraje documental Muga deitzen da pausoa (Paso al límite), después de pasar por la residencia artística Ikusmira Berriak Tabakalera - Centro Internacional de Cultura contemporánea. Oleaga se acercó a la figura de Elbira Zipitria quien en los tiempos del franquismo convirtió su casa, de la parte vieja de San Sebastián, en una ikastola clandestina. La película, distribuida por Atera Films, se presentó en el Festival Internacional de cine de Gijón. y en el Festival Internacional de cine de San Sebastián, entre otros. 
En 2021 presentó en Zinemaldia su documental Kuartk Valley, la intrahistoria del rodaje del wéstern Algo más que morir rodado en el valle alavés de Cuartango. Maider Oleaga ganó el Premio de la Asociación Profesional de Guionistas de Euskal Herria (EHGEP- Euskal Herriko Gidoigileen Elkarte Profesionala) al mejor guion de largometraje de ficción de producción vasca en el festival donostiarra.Así como una mención especial del Premio Irizar al cine vasco.
Su cortometraje Neoi argiak ederrenean formó parte de la película colectiva Gure Oroitzapenak (Destierros) creada a partir de la literatura de Joseba Sarrionandia. En 2021 estrenó en ZINEBI, Festival Internacional de Cine Documental y Cortometraje de Bilbao, el cortometraje Kinka, ganando el Premio Fundación SGAE al mejor guion vasco. En 2022 presentó en el Festival de cine de Málaga y en el D'A Festival de cine de Barcelona, Irrits (Thrist), seleccionado en el catálogo de cortometrajes vascos Kimuak.

## Filmografía
- Amaren Ideia (La idea de mi madre), 2010
- Sitios prestados al aire, 2011
- Esperanza (2012)
- Iragan Gunea Berlin (Berlín punto de fuga), 2016.[26]
- Verabredung, 2017
- Muga deitzen da pausoa, (Paso al límite), 2018.[27]
- Ikusmugak, 2020
- Kuartk Valley, 2021
- Kinka, 2021
- Irrits, 2021

## Premios y reconocimientos
- Premio a Mejor Dirección en el 6° Festival de Laguardia, Álava, por La muerte de Sardanápalo
- Mención por Mejor Fotografía en el 7° Festival de Cine de Zaragoza (FCZ), España, por Sarah (Mirándote)
- Premio a Mejor Trabajo de la Sección Michoacana en el 8° Festival Internacional de Cine de Morelia (FICM), por Amaren Ideia (La idea de mi madre)
- Primer premio en la sección Doc España en la SEMINCI,  por el documental Verabredung.[28]
- Premio Delfín de Oro en la categoría de Documental Etnográfico y Sociológico del 1er Cannes Corporate Media & TV Awards, Austria por Amaren Ideia (La idea de mi madre).
- Primer premio del 11° Concurso Nacional de Cortometraje del Instituto Mexicano de Cinematografía (IMCINE) por el cortometraje de ficción Sitios prestados al aire
- Mención Especial en el 37° Festival de Cine Iberoamericano de Huelva, España por Sitios prestados al aire
- Premio Euskal Gidoigileen Elkartea en el Festival Internacional de Cine de San Sebastián, por Kuartk Valley.
- Mención especial del Premio Irizar del Cine Vasco en el Festival Internacional de Cine de San Sebastián, Kuartk Valley
- Premio Fundación SGAE al mejor guion vasco, en ZINEBI, por el cortometraje de ficción, Kinka.[22]
- Premio Huhezima del Festival Huhezinema 2023, por Irrits.[29]
- Premio EHU Kultura en el festival Caostica de Bilbao, por Irrits.[30]